# Saison 1 de Drag Race France
La première saison de Drag Race France est diffusée pour la première fois du 25 juin 2022 au 11 août 2022 sur France.tv Slash et France 2 en France et sur WOW Presents Plus à l'international.
La création d'une version française de RuPaul's Drag Race est annoncée le 17 novembre 2021. Les juges principaux sont Nicky Doll, Daphné Bürki et Kiddy Smile. Le casting est composé de dix candidates et est dévoilé le 2 juin 2022.
La gagnante de la saison reçoit un sceptre et une couronne de la part de Y'Paris d’une valeur de 40 000 euros, un an d’approvisionnement de maquillage chez MAC Cosmetics, un shooting photo pour le magazine ELLE et un voyage d’une semaine à l’Île Maurice financé par Tinder.
La gagnante de la saison est Paloma, avec La Grande Dame et Soa de Muse comme secondes.

## Candidates
(Les noms et âges donnés sont ceux annoncés au moment de la compétition.)
| Candidate      | Âge | Résidence                              | Classement |
| -------------- | --- | -------------------------------------- | ---------- |
| Paloma         | 30  | Clermont-Ferrand, Auvergne-Rhône-Alpes | Gagnante   |
| La Grande Dame | 23  | Nice, Provence-Alpes-Côte d'Azur       | Secondes   |
| Soa de Muse    | 33  | Saint-Denis, Île-de-France             | Secondes   |
| Lolita Banana  | 36  | Paris, Île-de-France                   | 4e place   |
| La Big Bertha  | 36  | Paris, Île-de-France                   | 5e place   |
| Elips          | 26  | Bordeaux, Nouvelle-Aquitaine           | 6e place   |
| Kam Hugh       | 23  | Paris, Île-de-France                   | 7e place   |
| La Briochée    | 31  | Palaiseau, Île-de-France               | 8e place   |
| Lova Ladiva    | 32  | Toulouse, Occitanie                    | 9e place   |
| La Kahena      | 29  | Paris, Île-de-France                   | 10e place  |

## Progression des candidates
|                | Épisode | Épisode | Épisode | Épisode | Épisode | Épisode | Épisode | Épisode        |
| 1              | 2       | 3       | 4       | 5       | 6       | 7       | 8       |                |
| -------------- | ------- | ------- | ------- | ------- | ------- | ------- | ------- | -------------- |
| Paloma         | SAFE    | WIN     | HIGH    | HIGH    | BTM2    | WIN     | SAFE    | GAGNANTE       |
| La Grande Dame | SAFE    | HIGH    | HIGH    | WIN     | LOW     | SAFE    | SAFE    | SECONDE        |
| Soa de Muse    | WIN     | BTM2    | BTM2    | HIGH    | WIN     | HIGH    | SAFE    | SECONDE        |
| Lolita Banana  | SAFE    | HIGH    | SAFE    | LOW     | HIGH    | BTM2    | ELIM    | INVITÉE        |
| La Big Bertha  | HIGH    | LOW     | SAFE    | BTM2    | HIGH    | ELIM    |         | INVITÉE        |
| Elips          | HIGH    | SAFE    | LOW     | SAFE    | ELIM    |         |         | MISS SYMPATHIE |
| Kam Hugh       | LOW     | SAFE    | WIN     | ELIM    |         |         |         | INVITÉE        |
| La Briochée    | SAFE    | SAFE    | ELIM    |         |         |         |         | INVITÉE        |
| Lova Ladiva    | BTM2    | ELIM    |         |         |         |         |         | INVITÉE        |
| La Kahena      | ELIM    |         |         |         |         |         |         | INVITÉE        |

 La candidate a remporté la première saison de Drag Race France.
 La candidate est arrivée seconde.
 La candidate a été élue Miss Sympathie.
 La candidate a gagné le maxi défi.
 La candidate a reçu des critiques positives des juges et a été déclarée sauve.
 La candidate a été déclarée sauve.
 La candidate a reçu des critiques négatives des juges mais a été déclarée sauve.
 La candidate a été en danger d’élimination.
 La candidate a été éliminée.

## Lip-syncs
| Épisode | Candidate                                 | vs.                                       | Candidate                                 | Chanson                     | Artiste        | Candidate éliminée |
| ------- | ----------------------------------------- | ----------------------------------------- | ----------------------------------------- | --------------------------- | -------------- | ------------------ |
| 1       | La Kahena                                 | vs.                                       | Lova Ladiva                               | Prière païenne              | Céline Dion    | La Kahena          |
| 2       | Lova Ladiva                               | vs.                                       | Soa de Muse                               | Toutes les femmes de ta vie | L5             | Lova Ladiva        |
| 3       | La Briochée                               | vs.                                       | Soa de Muse                               | Pookie                      | Aya Nakamura   | La Briochée        |
| 4       | Kam Hugh                                  | vs.                                       | La Big Bertha                             | DJ                          | Diam's         | Kam Hugh           |
| 5       | Elips                                     | vs.                                       | Paloma                                    | Libertine                   | Mylène Farmer  | Elips              |
| 6       | La Big Bertha                             | vs.                                       | Lolita Banana                             | Corps                       | Yseult         | La Big Bertha      |
| Épisode | Candidate                                 | vs.                                       | Candidate                                 | Chanson                     | Artiste        | Gagnante           |
| 7       | Lolita Banana                             | vs.                                       | Soa de Muse                               | Dieu m'a donné la foi       | Ophélie Winter | Soa de Muse        |
| 7       | La Grande Dame                            | vs.                                       | Paloma                                    | Le Banana split             | Lio            | Paloma             |
| 7       | La Grande Dame                            | vs.                                       | Lolita Banana                             | La Grenade                  | Clara Luciani  | La Grande Dame     |
| 8       | La Grande Dame vs. Paloma vs. Soa de Muse | La Grande Dame vs. Paloma vs. Soa de Muse | La Grande Dame vs. Paloma vs. Soa de Muse | Mourir sur scène            | Dalida         | Paloma             |

 La candidate a été éliminée après sa première fois en danger d’élimination.
 La candidate a été éliminée après sa deuxième fois en danger d’élimination.
 La candidate a remporté le lip-sync et s'est qualifiée pour la finale.
 La candidate a remporté le lip-sync pour la couronne.

## Juges invités
Cités par ordre d'apparition :
- Jean-Paul Gaultier, styliste français[8] ;
- Iris Mittenaere, reine de beauté et animatrice télévisée française[8] ;
- Marianne James, comédienne et chanteuse française[9] ;
- Chantal Thomass, créatrice de mode française[10] ;
- Véronique Philipponnat, journaliste française[10] ;
- Bilal Hassani, chanteur français[11] ;
- Shy'm, chanteuse française[12] ;
- Yanis Marshall, chorégraphe français[12] ;
- Alexandre Mattiussi, créateur de mode français[13] ;
- Yseult, chanteuse et mannequin française[13] ;
- Loïc Prigent, journaliste et documentariste français[14] ;
- Raya Martigny, mannequin française[14] ;
- Nicolas Huchard, chorégraphe français[15] ;
- Olivier Rousteing, styliste français[15].

### Invités spéciaux
Certains invités apparaissent dans les épisodes, mais ne font pas partie du panel de jurés.
Épisode 1
- Jean Ranobrac, photographe français.

Épisode 2
- Chico, drag king français ;
- Jésus La Vidange, drag king français ;
- Juda La Vidange, drag king français.

Épisode 4
- Bérengère Krief, actrice et humoriste française.

Épisode 5
- Anthonin Fabre, vidéaste français ;
- Mark Weld, compositeur français ;
- Thoj, compositeur français.

## Épisodes
| Candidate | Elips    | Kam Hugh          | La Big Bertha | La Briochée | La Grande Dame     | La Kahena            | Lolita Banana | Lova Ladiva  | Paloma   | Soa de Muse |
| Talent    | Lip-sync | Chant Effeuillage | Effeuillage   | Chant       | Lip-sync Saxophone | Lip-sync Pyrotechnie | Danse         | One-man-show | Stand-up | Chant       |

| Candidate | Elips         | Kam Hugh        | La Big Bertha | La Briochée                 | La Grande Dame | Lolita Banana | Lova Ladiva | Paloma  | Soa de Muse  |
| Rôle      | Mime Marcelle | Isabelle Vajani | Miranda       | Marion Cotillard Édith Piaf | Mona           | Yolanda       | Kimberley   | Viviane | Anita Turner |

| Candidate       | Elips                 | Kam Hugh     | La Big Bertha        | La Briochée       | La Grande Dame              | Lolita Banana | Paloma              | Soa de Muse |
| Ma France à moi | Droits LGBT en France | Pigeon biset | Jardin de Versailles | Charente-Maritime | Pays Bigouden               | Pont des Arts | Fromages d'Auvergne | Martinique  |
| French Cliché   | Vignoble de Bordeaux  | Boulangère   | Yvette Horner        | Brigitte Bardot   | Marie-Antoinette d'Autriche | Gilets jaunes | Montmartre          | Parisienne  |

| Candidate | Elips           | Kam Hugh         | La Big Bertha     | La Grande Dame      | Lolita Banana  | Paloma       | Soa de Muse    |
| Rôle      | Chantal Ladesou | Mireille Mathieu | Jean-Pierre Coffe | Alexandra Rosenfeld | Rossy de Palma | Fanny Ardant | Monique Angeon |

| Groupe                    | Les Sœurs Jacquette | Les Sœurs Jacquette   | Les Sœurs Jacquette | The Nails             | The Nails                  | The Nails          |
| Genre musical             | Pop                 | Pop                   | Pop                 | Rock                  | Rock                       | Rock               |
| ------------------------- | ------------------- | --------------------- | ------------------- | --------------------- | -------------------------- | ------------------ |
| Candidate                 | La Big Bertha       | La Grande Dame        | Paloma              | Elips                 | Lolita Banana              | Soa de Muse        |
| Référence à Mylène Farmer | 2013 Timeless 2013  | 1989 Ainsi soit je... | 1999 Mylenium Tour  | 1987 Sans contrefaçon | 1999 Je te rends ton amour | 2005 Fuck Them All |

| Candidate finaliste     | La Grande Dame | Paloma        | Soa de Muse   |
| ----------------------- | -------------- | ------------- | ------------- |
| Victoire(s)             | 1              | 2             | 2             |
| Épisode(s)              | Épisode 4      | Épisodes 2, 6 | Épisodes 1, 5 |
| Risque(s) d'élimination | 0              | 1             | 2             |
| Épisode(s)              | —              | Épisode 5     | Épisodes 2, 3 |

## Audiences
Alors que la chaîne avait envisagé de continuer la diffusion de la saison uniquement sur sa plateforme France.tv, le succès d’audience de la diffusion du premier épisode de la saison sur la chaîne France 2 mène à une programmation complète de la première saison sur cette chaîne, en troisième partie de soirée,.
| Épisode | Jour et horaire de diffusion  | Audience moyenne sur France 2 | Audience moyenne sur France 2 | Références |
| Épisode | Jour et horaire de diffusion  | Nombre de téléspectateurs     | PDM                           | Références |
| ------- | ----------------------------- | ----------------------------- | ----------------------------- | ---------- |
| 1       | 25 juin 2022 (23:25 – 0:35)   | 914 000                       | 11,6 %                        | [ 26 ]     |
| 2       | 2 juillet 2022 (0:08 – 1:16)  | 230 000                       | 4,7 %                         | [ 27 ]     |
| 3       | 9 juillet 2022 (0:12 – 1:22)  | 262 000                       | 6,6 %                         | [ 28 ]     |
| 4       | 16 juillet 2022 (0:04 – 1:14) | 255 000                       | 5,8 %                         | [ 29 ]     |
| 5       | 23 juillet 2022 (0:00 – 1:10) | 306 000                       | 6,3 %                         | [ 30 ]     |
| 6       | 30 juillet 2022 (0:04 – 1:13) | 277 000                       | 6,2 %                         | [ 31 ]     |
| 7       | 6 août 2022 (0:07 – 1:09)     | 318 000                       | 7,4 %                         | [ 32 ]     |
| 8       | 13 août 2022 (0:07 – 1:13)    | 335 000                       | 7,5 %                         | [ 33 ]     |

Légende :
- Plus hauts chiffres d’audience
- Plus bas chiffres d’audience

## Tournée
La tournée Drag Race France 1 Live! se déroule du 1er septembre 2022 au 18 février 2023 en France et en Belgique.
| Date               | Ville            | Pays     | Lieu                                |
| ------------------ | ---------------- | -------- | ----------------------------------- |
| Septembre 2022     |                  |          |                                     |
| 1er septembre 2022 | Paris            | France   | Casino de Paris                     |
| 2 septembre 2022   | Paris            | France   | Casino de Paris                     |
| 3 septembre 2022   | Paris            | France   | Casino de Paris                     |
| 6 septembre 2022   | Nancy            | France   | Ensemble Poirel                     |
| 8 septembre 2022   | Lille            | France   | Théâtre Sébastopol                  |
| 10 septembre 2022  | Nantes           | France   | Cité des congrès                    |
| 13 septembre 2022  | Bruxelles        | Belgique | Cirque Royal                        |
| 17 septembre 2022  | Marseille        | France   | CEPAC Silo                          |
| 22 septembre 2022  | Bordeaux         | France   | Théâtre Fémina                      |
| Octobre 2022       |                  |          |                                     |
| 14 octobre 2022    | Paris            | France   | Casino de Paris                     |
| 15 octobre 2022    | Paris            | France   | Casino de Paris                     |
| 16 octobre 2022    | Paris            | France   | Casino de Paris                     |
| 19 octobre 2022    | Bordeaux         | France   | Théâtre Fémina                      |
| 20 octobre 2022    | Montpellier      | France   | Corum                               |
| 21 octobre 2022    | Lyon             | France   | Bourse du travail                   |
| 23 octobre 2022    | Strasbourg       | France   | Palais de la musique et des congrès |
| 25 octobre 2022    | Toulouse         | France   | Casino Barrière                     |
| 27 octobre 2022    | Clermont-Ferrand | France   | La Coopérative de Mai               |
| 29 octobre 2022    | Nice             | France   | Acropolis                           |
| Septembre 2022     |                  |          |                                     |
| 3 novembre 2022    | Rennes           | France   | Le Liberté                          |
| 5 novembre 2022    | Lyon             | France   | Bourse du travail                   |
| 7 novembre 2022    | Lille            | France   | Théâtre Sébastopol                  |
| 9 novembre 2022    | Paris            | France   | Casino de Paris                     |
| 10 novembre 2022   | Paris            | France   | Casino de Paris                     |
| Février 2023       |                  |          |                                     |
| 14 février 2023    | Paris            | France   | Casino de Paris                     |
| 15 février 2023    | Paris            | France   | Casino de Paris                     |
| 16 février 2023    | Paris            | France   | Casino de Paris                     |
| 17 février 2023    | Paris            | France   | Casino de Paris                     |
| 18 février 2023    | Paris            | France   | Casino de Paris                     |